# IOAT
IOAT sta per I/O Acceleration Technology (ovvero Input/Output Acceleration Technology) e si tratta di un insieme di tecnologie sviluppate da Intel che, secondo il gigante californiano, sono destinate a migliorare fino al 30% la velocità di trasmissione fra interfacce di rete e applicazioni server.
Per capire i presupposti che stanno alla base di tale affermazione dobbiamo considerare che nel corso degli anni anche se le prestazioni delle CPU dei server e la larghezza di banda delle reti sono migliorate, il metodo principale per il trasferimento dei dati è rimasto invariato. Fino ad oggi infatti, il processore del server si assume il carico totale dell'elaborazione, dell'accesso alla memoria e dell'elaborazione dei protocolli su ogni pacchetto di dati. Di conseguenza, le operazioni del processore vengono distolte in larga misura da altre funzioni con evidenti conseguenze di rallentamento di altre funzioni, come tempi di risposta ad azioni dell'utente, o rallentamento in caso di esecuzione in background di software antivirus, ecc.
La tecnologia Intel I/O Acceleration, invece, risolve questo problema suddividendo il compito di gestione dei dati tra tutti i componenti che costituiscono la piattaforma, ossia processore, chipset, controller di rete e software. Questo approccio, che promette di accelerare il flusso dei dati, riduce il carico di lavoro del processore affidando al chipset e al controller di rete la responsabilità del trasferimento di dati da e verso la memoria e sfruttando quindi in maniera ottimale il protocollo TCP/IP. Il controller di rete quindi, potrà direttamente scrivere dati nella memoria principale; la scheda di rete include un motore hardware per il carico TCP, essenziale per i server che hanno a che fare con alti carichi sulla CPU ed un elevato traffico di rete. L'attività TCP richiede molta potenza, specialmente con l'installazione di hardware 10 Gigabit Ethernet. Intel può aver così trovato una soluzione per condividere il carico di lavoro tra l'intelligente chip di rete e le CPU multi core disponibili.
Microsoft ha annunciato che fornirà il supporto nativo a tale tecnologia nelle future versioni di Windows Server: queste includeranno anche una tecnologia che bilancia i flussi del traffico di rete TCP/IP attraverso CPU multi core.
A febbraio 2005 Intel ha introdotto un controller RAID 6 con supporto alla tecnologia I/OAT che ne migliora le prestazioni rispetto ai controller RAID tradizionali.
La prima piattaforma ad avvantaggiarsi di questa nuova tecnologia sarà quella basata sul futuro processore Xeon DP per sistemi a due vie Dempsey.